# Nils Antezana
Nils Antezana (Bolivia, 1935 - Monte Everest, 18 de mayo de 2004) fue un médico y montañista boliviano con nacionalidad estadounidense.
El 18 de mayo de 2004, fue el segundo boliviano pero bajo la bandera de EE. UU. que alcanzó la cima del Monte Everest, y el segundo hombre del mundo de mayor edad de llegar a la cima a los 69 años, murió en el descenso y su cuerpo no fue encontrado.

## Biografía
En 1963 terminó la carrera de medicina en Washington, Estados Unidos. Fue jefe de Patología en el hospital Jefferson Memorial en Alejandría.

### Ascensos
- Illimani, 2000
- Sajama, 2001
- Huayna Potosí, 2003
- Aconcagua, 2003
- Monte Everest, 18 de mayo de 2004